# Charles Binger

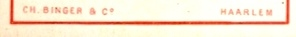
Ch. Binger & Co., Haarlem

Jesaias Charles Binger (Amsterdam, 25 februari 1830 – aldaar, 12 december 1916), ook wel aangeduid met Ch. Binger, of met zijn initialen J.C.B., was een ondernemer in de foto- en lithografie.
Binger ging in 1856 als drukker werken in de uitgeverij van zijn broers (de zogenaamde Gebroeders Binger, te Amsterdam), maar was ook actief in de fotografie en lithografie. Hij verhuisde naar Haarlem om daar zijn kennis op lithografeergebied in praktijk te brengen en bestierde met Haarlemse collega’s vanaf de late jaren 1850 jaren tot 1891 diverse portretateliers.
Binger was tevens medeoprichter van en compagnon in de Haarlemse steendrukkerij Emrik & Binger. De fotografie paste hij in het derde kwart van de negentiende eeuw toe als onderdeel van de verschillende technische ontwikkelingen op grafisch en fotomechanisch terrein. Ook hield hij zich bezig met portret- en topografische fotografie. Zijn atelier werkte onder de namen Binger & Co en Binger & Chits.

## Biografie

### Algemeen

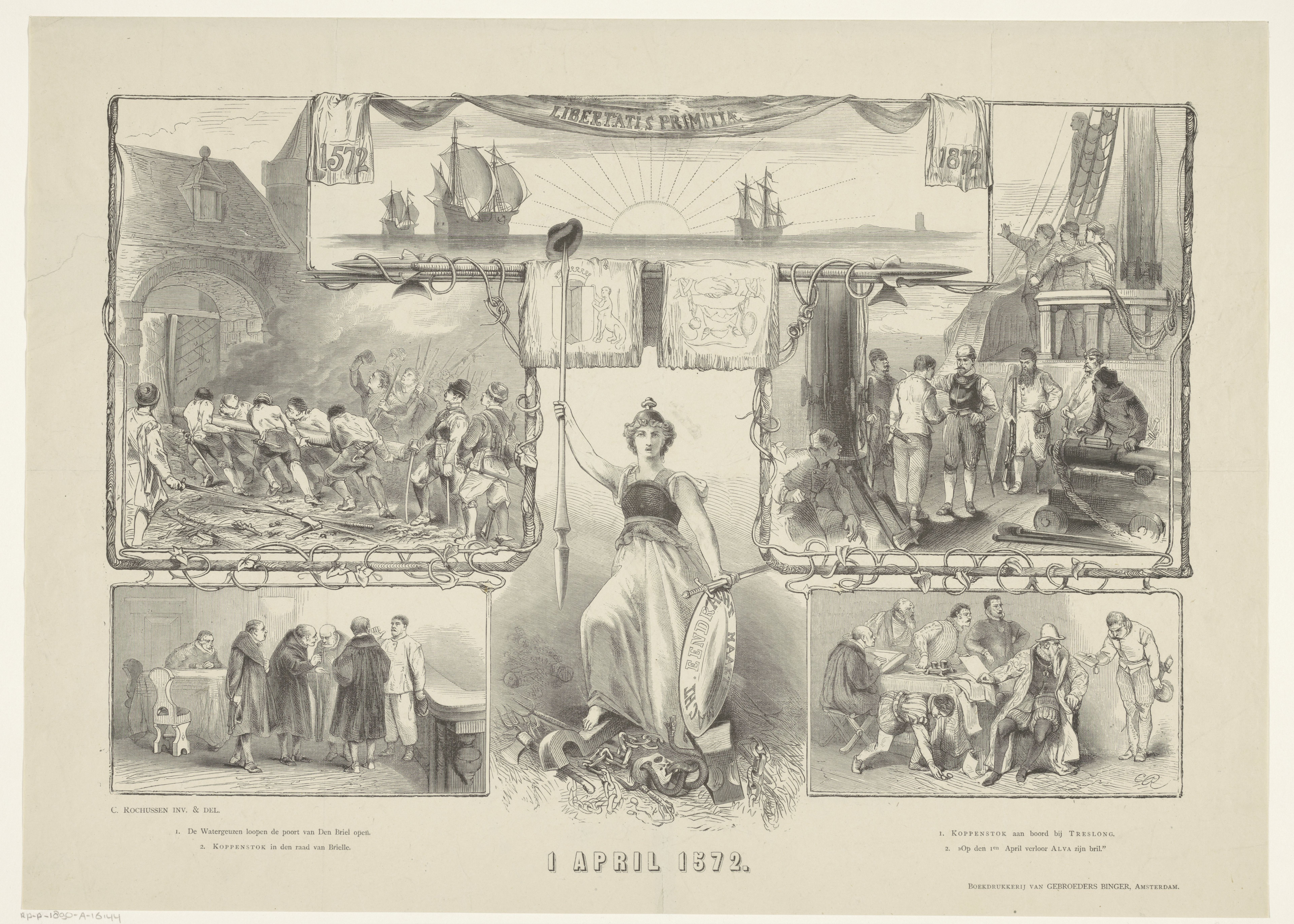
Gedenkprent (1872)
Gebroeders Binger, Amsterdam

Charles Binger is geboren als de zoon van Marius Hijman Binger, een Amsterdamse sigarenfabrikant, makelaar, boekhandelaar en in zijn tijd gereputeerde uitgever. Per 1857 ging Jesajas Binger, zich teekenende Charles Binger, steendrukker, wonende te Amsterdam een vennootschap aan met Ozer David Emrik, steendrukker te Haarlem. Het gezamenlijk bedrijf werd gevestigd te Haarlem. Binger ging inwonen bij Emrik in de Koningsstraat te Haarlem. In de loop der jaren zou Emrik een belangrijke rol gaan spelen, terwijl de Koningstraat zou uitgroeien tot het fysieke middelpunt van Bingers zaken- en privéleven. In 1857, enkele maanden nadat Binger met Emrik een partnerschap is begonnen, trouwde hij met zijn dochter Jeanette. Jacques Chits, een Israëlitische leraar en fotograaf met wie Binger jaren later een samenwerkingsverband zal aangaan, trad op als getuige bij het huwelijk. De nieuwgetrouwden vestigden zich in de Koningstraat, niet ver van Emrik en de drukkerij.
In 1868 werd Maurits Binger geboren, Bingers tweede zoon die later de zaken van zijn vader over zou nemen en mogelijk nog meer dan zijn vader bekendheid zou verwerven.

### Drukkerij/Lithografie

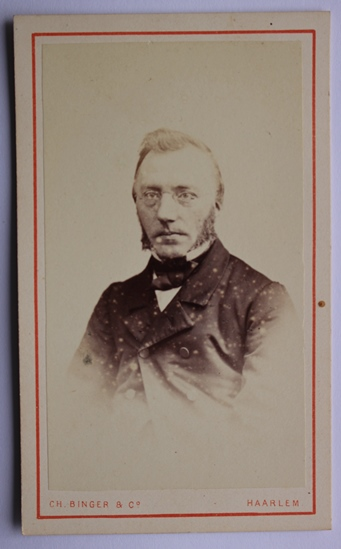
Carte de visite van D. Lubach,
uitg. Ch. Binger & Co., Haarlem

Binger ging in 1856 aanvankelijk als drukker werken in de uitgeverij van zijn broers (uitgeverij Gebroeders Binger) in Amsterdam, waar onder meer Hildebrands Camera Obscura en de eerste integrale Vondeluitgave (de Van Lennep-editie) werden gepubliceerd. Hij verhuisde echter hetzelfde jaar nog naar Haarlem om daar zijn vakkennis in de lithografie in de praktijk te brengen.
In 1857 werd Binger als zevenentwintigjarige steendrukker partner met zijn aanstaande schoonvader Emrik en is aldus de firma Emrik & Binger geboren.
In 1861 ontving Emrik & Binger de eerste onderscheidingen. Eerst in Brussel, daarna ook op de Nationale Tentoonstelling te Haarlem. Daar werd ook Photographisch Etablissement Munnich & Ermerins, eveneens uit Haarlem, bekroond. Charles Binger nam in 1862 het Photographisch Etablissement over toen Ermerins uit dat bedrijf stapte. Met J.Th. van Munnich werd de samenwerking voortgezet. In een brief aan zijn klanten motiveerde hij dit met zijn waardering voor Munnichs kennis die hij opgedaan had door jarenlange studie van de fotografie en de vruchten waarvan het bedrijf bekendheid gegeven hadden. In diezelfde brief schreef hij voorts dat internationale concurrentie niet uit de weg gegaan zou worden, en het steeds zijn streven was voorop te blijven lopen in de techniek van de fotografie.
De drukkerij Emrik & Binger wordt in 1864 voor het eerst vermeld met lithografie als specialiteit.
Binger vervaardigde in 1865 in het kader van de Tentoonstelling van Levende Meesters een Photographisch Album naar schetsen en teekeningen van levende meesters, dat bij de Gebroeders Binger in Amsterdam werd uitgegeven.
De steendrukkerij van Emrik & Bing werd eind achttienzeventiger jaren uitgebreid. Hiervoor werd een nieuwe fabriek op de hoek Koningstraat-Stoofsteeg gebouwd door de architect D.E.L. van den Arend.

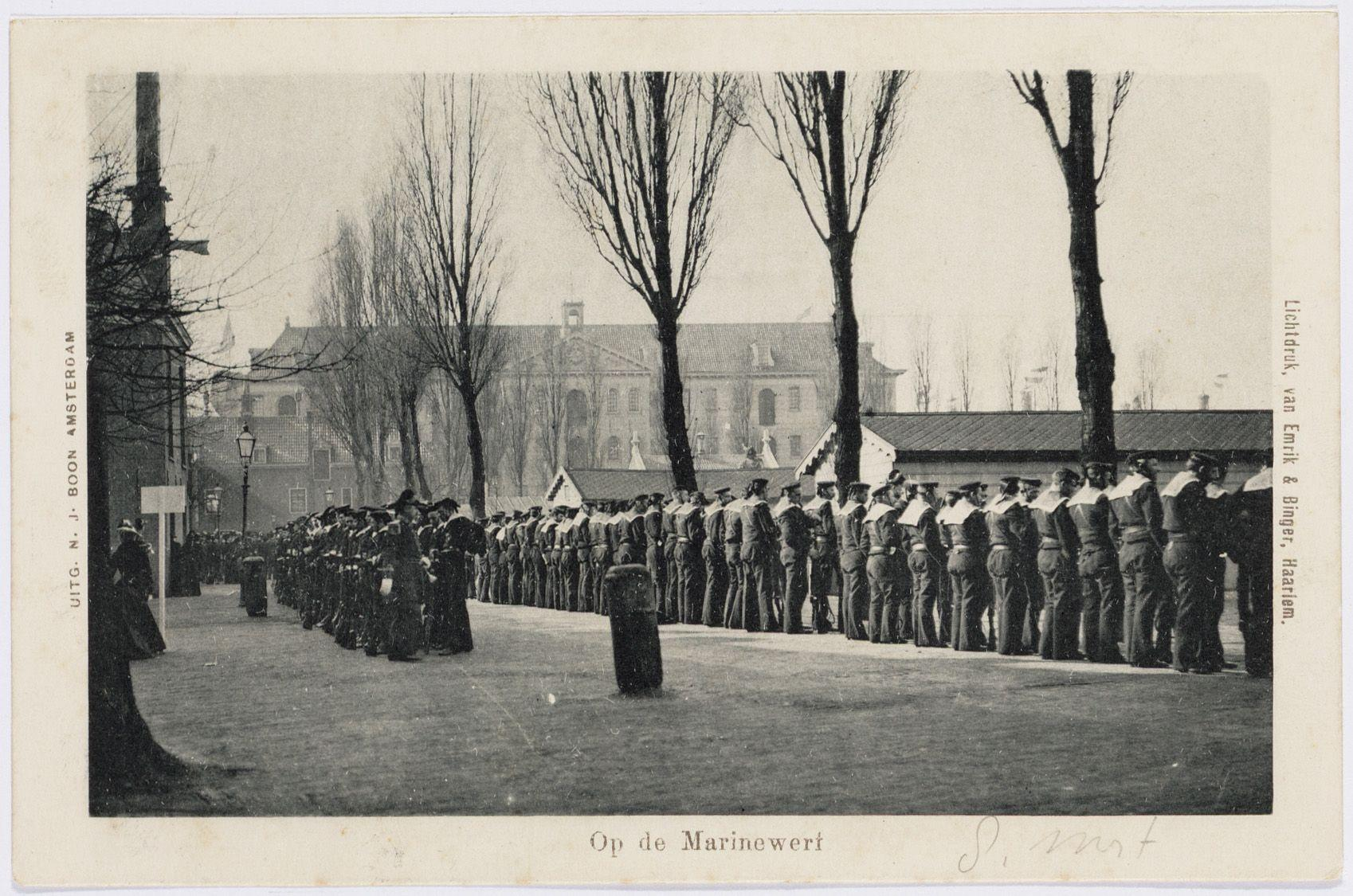
Wilhelmina bezoekt de marinewerf in 1901; "Lichtdruk, Van Emrik & Binger, Haarlem"

Bij Emriks overlijden in 1883 zetten Binger en Emriks zoon Daven de drukkerij voort. De zaken leken goed te lopen want in 1887 werd een ander pand aan de Koningstraat gekocht en ingericht voor het vervaardigen van lichtdruk of phototypie – een toendertijd nieuwe tak in de kunst-industrie – met als doel originele fotografieën die op spiegelglas zijn overgebracht door met een pers inkt op papier af te drukken, waardoor de fotografie, evenals gewone lithografie, onvergankelijk zou worden. Door het in gebruik nemen van een snelpers, uitbreiding en verbouwingen, speelde het bedrijf in op de nieuwe ontwikkelingen van de fototypie.
De drukkerij kreeg in 1890 zijn eerste buitenlandse opdrachten en vestigde in snel tempo een goede reputatie in het buitenland.
Emrik & Binger verzorgde lichtdrukken voor verschillende tijdschriften, zoals voor het Tijdschrift voor Photographie. Alle illustraties van dit tijdschrift uit 1893 zijn afkomstig van de firma. Maurits Binger was toen inmiddels zijn vader in het drukkersvak en in de fotografie gevolgd. Binger trad in 1895 uit de zaak en de leiding wordt in 1896 overgedragen aan Maurits Binger en de twee zoons van wijlen Emrik.

### Fotografie

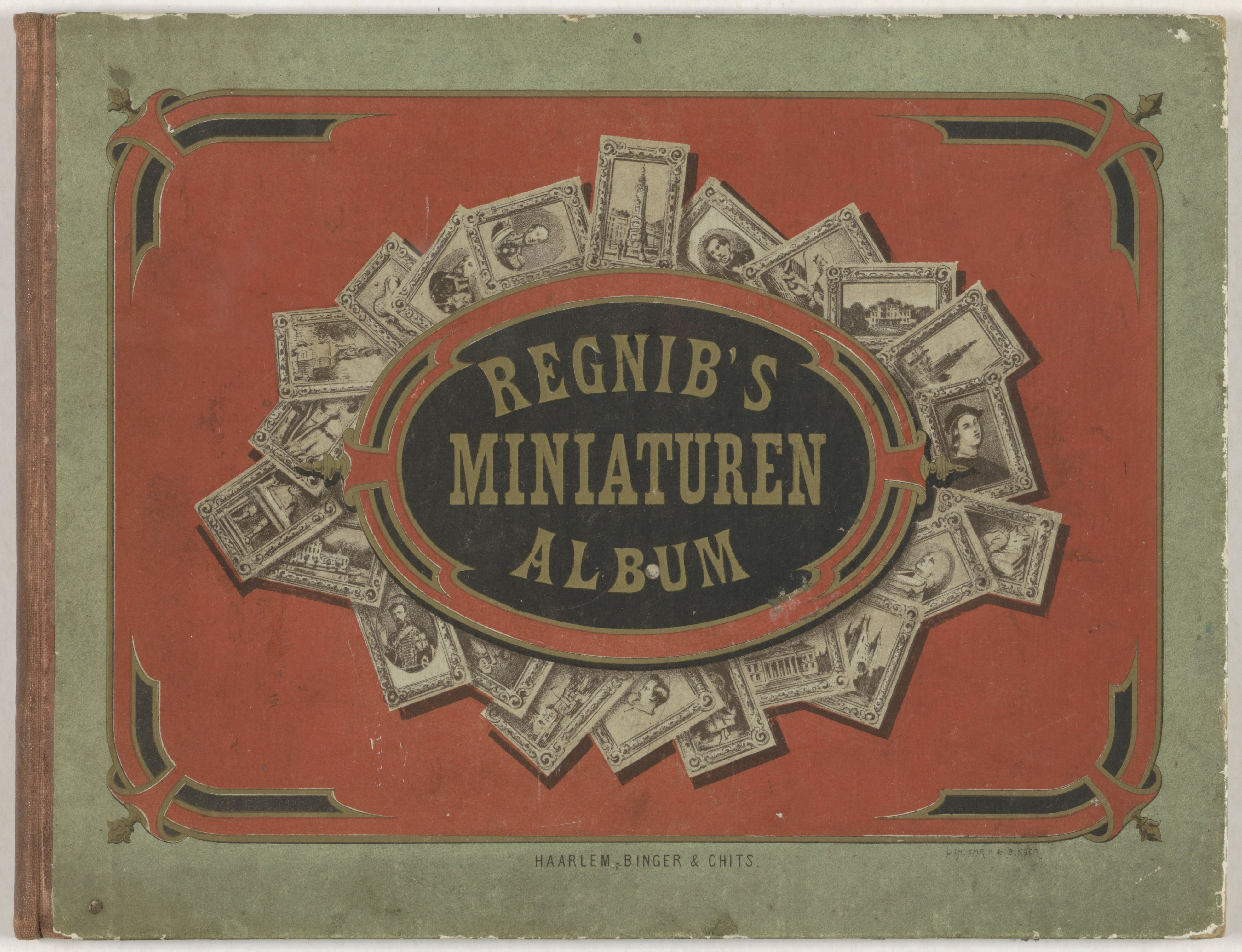
Miniaturenalbum van vorsten en beroemdheden (jaren 1870), een uitgave van Binger & Chits

Binger werkte ten minste vanaf 1858 als fotograaf onder zijn bedrijfsnaam Chs. Binger & Cie (ofwel Binger & Co.) in Haarlem, eerst gevestigd aan de Zijlstraat, later aan de Gedempte Oude Gracht.
Binger ging in 1872 een samenwerkingsverband aan met de eerdergenoemde fotograaf Jacques Chits. Hun partnerschap Binger & Chits zou tot 1875 aan de Gedempte Oude Gracht in Haarlem gevestigd zijn, waarna het ontbonden werd en de immer ondernemende Charles ook hier aan uitbreidingen en verbeteringen van de zaak begon.
Hoewel Binger mogelijk vanwege zijn bezigheden in de drukkerij vanaf 1892 niet langer als fotograaf actief leek te zijn, bleek zijn belangstelling voor de fotografie onverminderd, zoals blijkt uit zijn lidmaatschap van de Commissie van bijstand van de Tentoonstelling van Photographie en aanverwante kunstnijverheid, in september 1892 in Den Haag gehouden.